# نينا هارتلي
نينا هارتلي (بالإنجليزية: Nina Hartley)‏ وهي ممثلة إباحية ومخرجة أفلام إباحية ومربية جنسية وشاعرة أمريكية ولدت في يوم 11 مارس 1959 في مدينة بيركيلي، كاليفورنيا في الولايات المتحدة أبوها هو بروتستانتي لوثري وأمها يهودية بقيت على اللوثرية ثم اعتنقت البوذية عندما كانت صغيرة.

## وصلات خارجية
- نينا هارتلي على موقع IMDb (الإنجليزية)
- نينا هارتلي على موقع روتن توميتوز (الإنجليزية)
- نينا هارتلي على موقع ألو سيني (الفرنسية)
- نينا هارتلي على موقع ميوزك برينز (الإنجليزية)
- نينا هارتلي على موقع أول موفي (الإنجليزية)
- نينا هارتلي على موقع قاعدة بيانات الأفلام السويدية (السويدية)
- نينا هارتلي على موقع إن إن دي بي (الإنجليزية)
- نينا هارتلي على موقع ديسكوغز (الإنجليزية)
- نينا هارتلي على موقع قاعدة بيانات الفيلم (الإنجليزية)
- نينا هارتلي على موقع كينوبويسك (الروسية)